# Erupción hawaiana

Esquema de una erupción hawaiana.
1 Pluma volcánica, 2 fuente de lava, 3 cráter, 4 lago de lava, 5 fumarolas, 6 colada de lava, 7 estratos de lava y ceniza, 8 estrato geológico, 9 sill, 10 chimenea, 11 cámara magmática, 12 pico volcánico.

Una erupción hawaiana consiste en la emisión de material volcánico, mayoritariamente basáltico, de manera efusiva o no explosiva. Ocurre de este modo debido a que la difusión de los gases a través de magmas más básicos (basálticos) puede hacerse de manera lenta pero más o menos continua. Esto facilita la liberación de presión progresivamente desde la cámara magmática. Consecuentemente, las erupciones volcánicas de este tipo no suelen ser muy destructivas. Suelen generar coladas de lava y pueden llegar a ser puntual o fisural. La erupción hawaiana no supone un gran peligro para las poblaciones vecinas debido a que su lava es muy fluida.